# Садовничая, Инна Викторовна
Инна Викторовна Садовничая (род. 17 декабря 1976, Москва) — российский математик, доктор физико-математических наук, профессор факультета ВМК МГУ, заведующая кафедрой на факультете космических исследований МГУ.

## Биография
Родилась 17 декабря 1976 года в Москве. Её отец — Виктор Антонович Садовничий — советский математик, ректор Московского государственного университета им. М. В. Ломоносова с 1992 года, член-корреспондент РАН (1994), академик РАН (1997), вице-президент РАН (2008—2013).
В 1993 году окончила с отличием московскую школу-гимназию № 625. После окончания школы поступила на механико-математический факультет МГУ им. М. В. Ломоносова, который окончила с отличием в 1998 году. В 1998—2001 годах обучалась в аспирантуре механико-математического факультета.
В 2002 году защитила диссертацию на соискание степени кандидата физико-математических наук на тему «Спектральные асимптотики и регуляризованные следы некоторых дифференциальных операторов» (научный руководитель А. С. Печенцов).
В 2016 году защитила диссертацию на соискание степени доктора физико-математических наук на тему «Вопросы равносходимости для операторов Штурма — Лиувилля и Дирака» (научный консультант А. А. Шкаликов) .
В 2006 году присвоено учёное звание доцента.
С 2001 года работает в Московском университете в должности ассистента (2001—2006), доцента (с 2006) кафедры общей математики факультета ВМК.
С июня 2017 года — профессор и заведующий кафедрой фундаментальной и прикладной математики факультета космических исследований МГУ.
В 2020 году стала обладателем почётного учёного звания «Профессор РАО».

## Научные интересы
Область научных интересов: спектральная теория дифференциальных операторов. Получены результаты о регуляризованных следах дифференциальных операторов и асимптотическом поведении собственных значений операторов Штурма-Лиувилля. Изучались вопросы сходимости спектральных разложений для операторов Штурма — Лиувилля и Дирака с потенциалами из различных функциональных пространств, получены оценки скорости сходимости, в том числе равномерные.
Является автором более 50 научных работ.